# Jiang Kui
Jiang Kui (kinesiska: 姜夔, pinyin: Jiāng Kuí), född ca 1155, död ca 1221, var en berömd kinesisk poet, kompositör och kalligraf under Songdynastin.
Jiang föddes i dagens Jiangxiprovins men flyttade tidigt till Hebei där hans far var ämbetsman. Jiang blev dock tidigt föräldralös och växte upp hos sin äldre syster i Hanyang och tillbringade större delen av sitt liv i regionen Jiangnan, söder om Yangtzes nedre lopp. Till skillnad från flertalet kända klassiska poeter tjänade Jiang aldrig som ämbetsman utan levde på det lilla musik och kalligrafi kunde ge, samt på rikare vänner. Han har komponerat och tonsatt många dikter, både shi och ci, varav den idag mest berömda torde vara Yangzhou man, samt åtminstone ett stycke för guqin.

## Eftermäle
Nedslagskratern Chiang K'ui på planeten Merkurius är uppkallad efter honom.

## Om Jiang Kui
- Shuen-fu Lin, The transformation of the Chinese lyrical tradition: Chiang K'uei and Southern Sung tz'u poetry. Princeton N.J.: Princeton University Press, 1978.
- Shuen-fu Lin, A structural study of Chiang K'uei's songs. Ann Arbor, Mich: UMI, 1973.